# Conus maximus
Conus maximus é uma espécie de gastrópode do gênero Conus, pertencente a família Conidae.